# Ptuj
Ptuj (niem. Pettau, węg. Potoly, łac. Poetovium, Poetovio) – miasto w północno-wschodniej Słowenii położone nad Drawą, siedziba gminy miejskiej Ptuj. 
W 2018 roku liczyło 17 793 mieszkańców.
W mieście rozwinął się przemysł metalowy, drzewny, włókienniczy oraz spożywczy.
W mieście jest stacja kolejowa Ptuj.

## Historia
Swe powstanie w I wieku n.e. Ptuj zawdzięcza legionom rzymskim stacjonującym w warownym obozie (castrum) nad Drawą, przy którym rozwinęła się cywilna osada (vicus) na drugim brzegu rzeki. Dla wojsk rzymskich był to ważny punkt dla kontrolowania zachodniej Panonii, zwłaszcza po zagrożeniu ze strony plemion germańskich (Kwadowie, Markomanowie). Dzięki usytuowaniu przy szlaku handlowym osada szybko awansowała do roli ośrodka wojskowo-administracyjnego i handlowego na tym obszarze. Cesarz Trajan podniósł ją do rangi kolonii pod nazwą Colonia Ulpia Traiana Poetovio, która szczyt świetności osiągnęła za panowania Septymiusza Sewera. Dalszy rozwój miasta zniweczony został najazdem Hunów w 450 r., po których w kolejnych stuleciach nastąpiło zajęcie przez Awarów i Słowian.
Wczesnośredniowieczne Poetovium znalazło się ostatecznie w granicach państwa Franków; w późniejszych wiekach (977-1555) przeszło na własność biskupów Salzburga, dbających o ponowny jego rozkwit, co w 1376 poskutkowało nadaniem praw miejskich. Konkurujące z pobliskim Mariborem miasto zaczęło podupadać w XV wieku wskutek zagrożenia ze strony osmańskich Turków, co łączyło się również z ciągłą obecnością wojsk węgierskich. Przyczyniały się do tego także pożary i epidemie. W XIX stuleciu zostało ostatecznie zmarginalizowane w następstwie uruchomienia linii kolejowej Maribor – Wiedeń.

## Zabytki
(na podstawie cytowanego źródła)

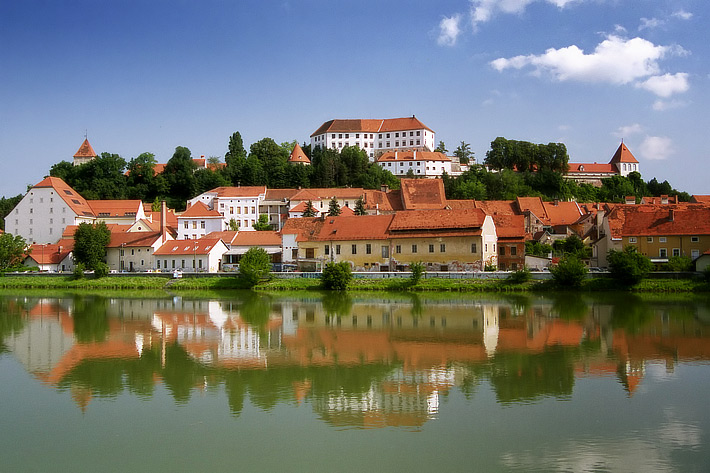
Część staromiejska z widokiem na zamek od strony Drawy

- zamek biskupów salzburskich – z przełomu XI/XII w., przebudowywany renesansowo i barokowo;
- kościół farny św. Jerzego – budowany w XI-XV wieku, z gotyckimi freskami i wyposażeniem oraz barokowymi wykończeniami;
- klasztor dominikanów – fundowany w 1230, odbudowany w XV/XVI w., przebudowany barokowo, obecnie mieszczący zbiory muzeum regionalnego;
- klasztor minorytów (franciszkanów) z kościołem św. Piotra i Pawła – fundowany 1239, przypadkowo zniszczony przez nalot aliantów w 1945, odbudowany w stylu modernistycznym;
- Wieża Drawska – baszta obronna (z 1551) w pobliżu mostu nad rzeką;
- wieża miejska – z drugiej poł. XIV w., odbudowana w 1556, z lapidarium rzymskich pozostałości architektonicznych;
- stary ratusz – barokowa budowla w północno-zachodniej pierzei głównego placu (Slovenski trg), do początku XX wieku siedziba władz miejskich.

Pamiątki po rzymskim Poetovio:
- tzw. pomnik Orfeusza – rzymski nagrobek przekształcony w średniowieczny pręgierz
- mitrea – relikty miejscowego ośrodka związanego z wojskiem kultu boga Mitry
- rzymskie spolia na wieży miejskiej
- Rimska ulica
- plac Rimska ploščad
- Cankarjeva ulica
- Prešernova ulica

## Dzielnice miasta

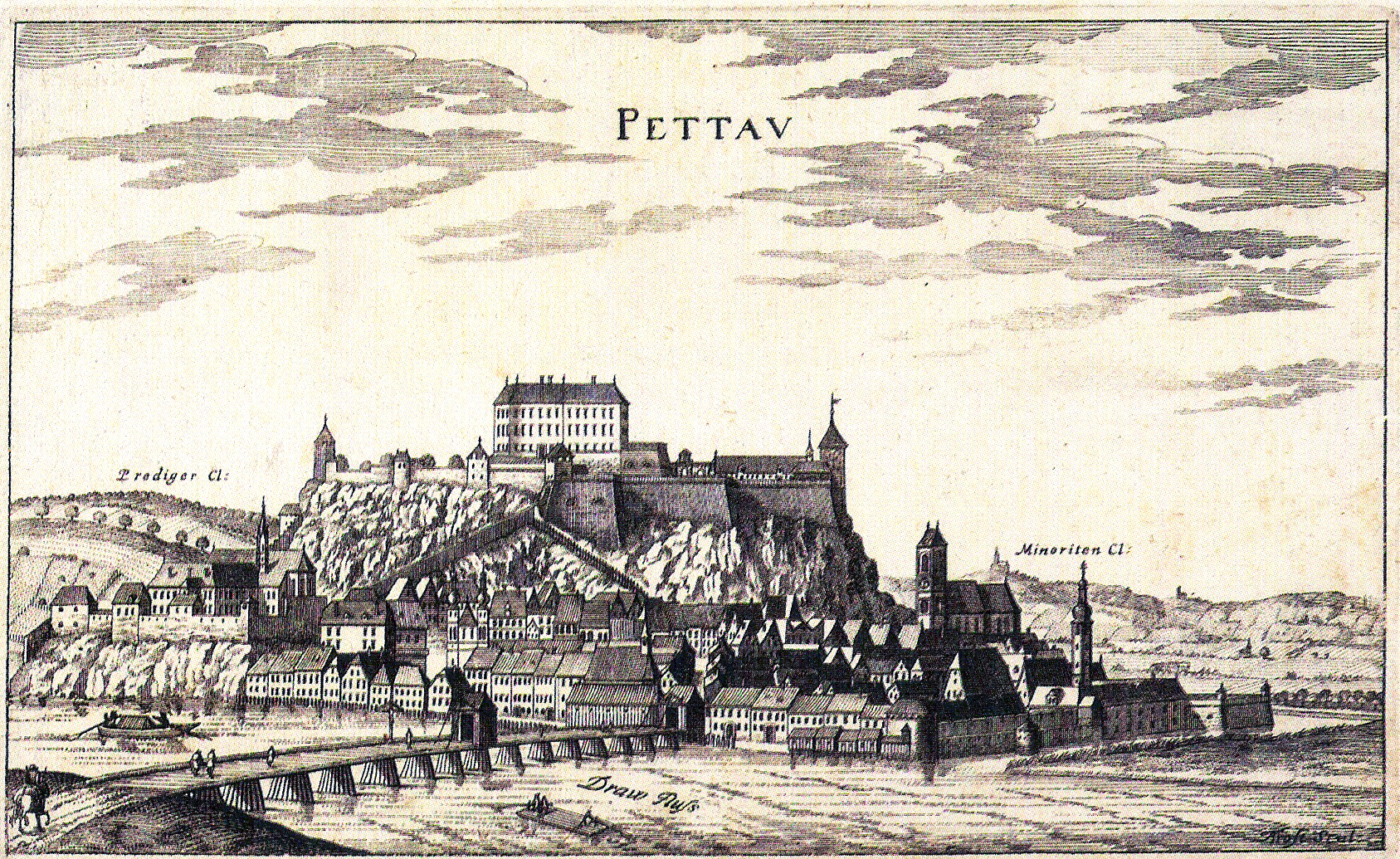
XVII-wieczny Ptuj na współczesnej rycinie (1608)

| - Center - Breg–Turnišče | - Ljudski Vrt - Jezero | - Panorama - Rogoznica | - Grajena - Spuhlja |

## Miasta partnerskie
- Varaždin, Chorwacja
- Burghausen, Niemcy
- Bańska Szczawnica, Słowacja

## Galeria

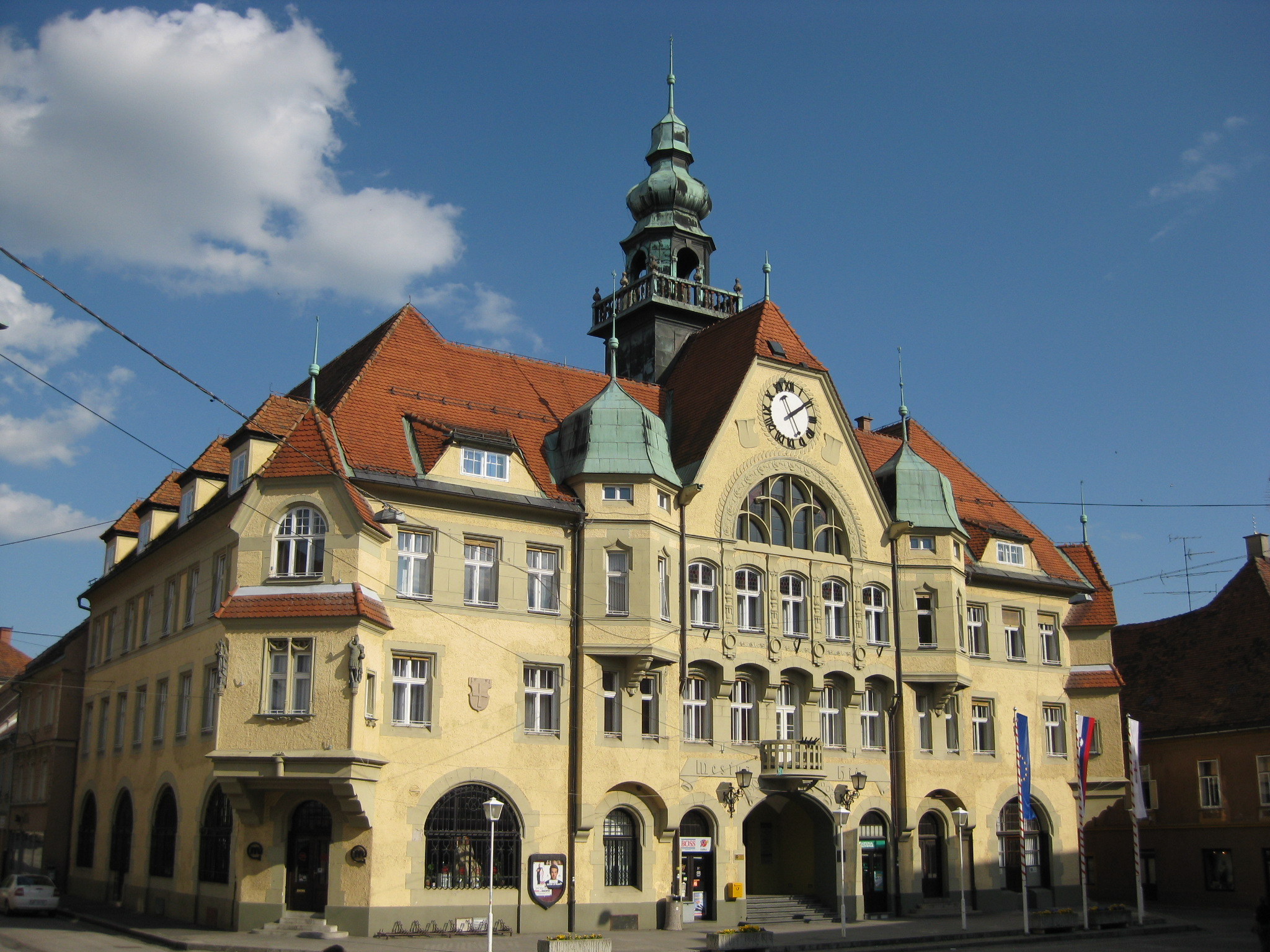
Gmach starego ratusza
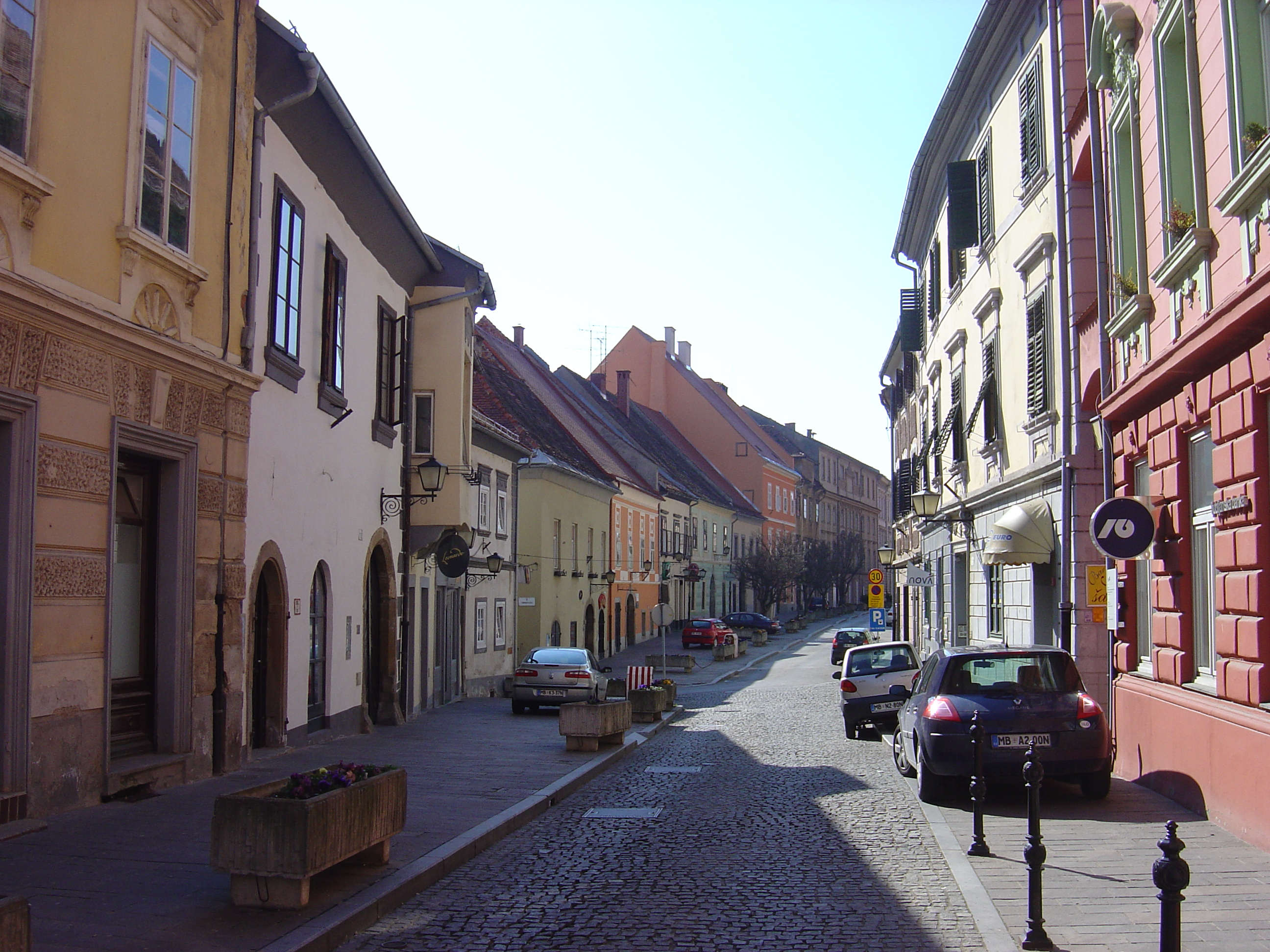
Staromiejska uliczka
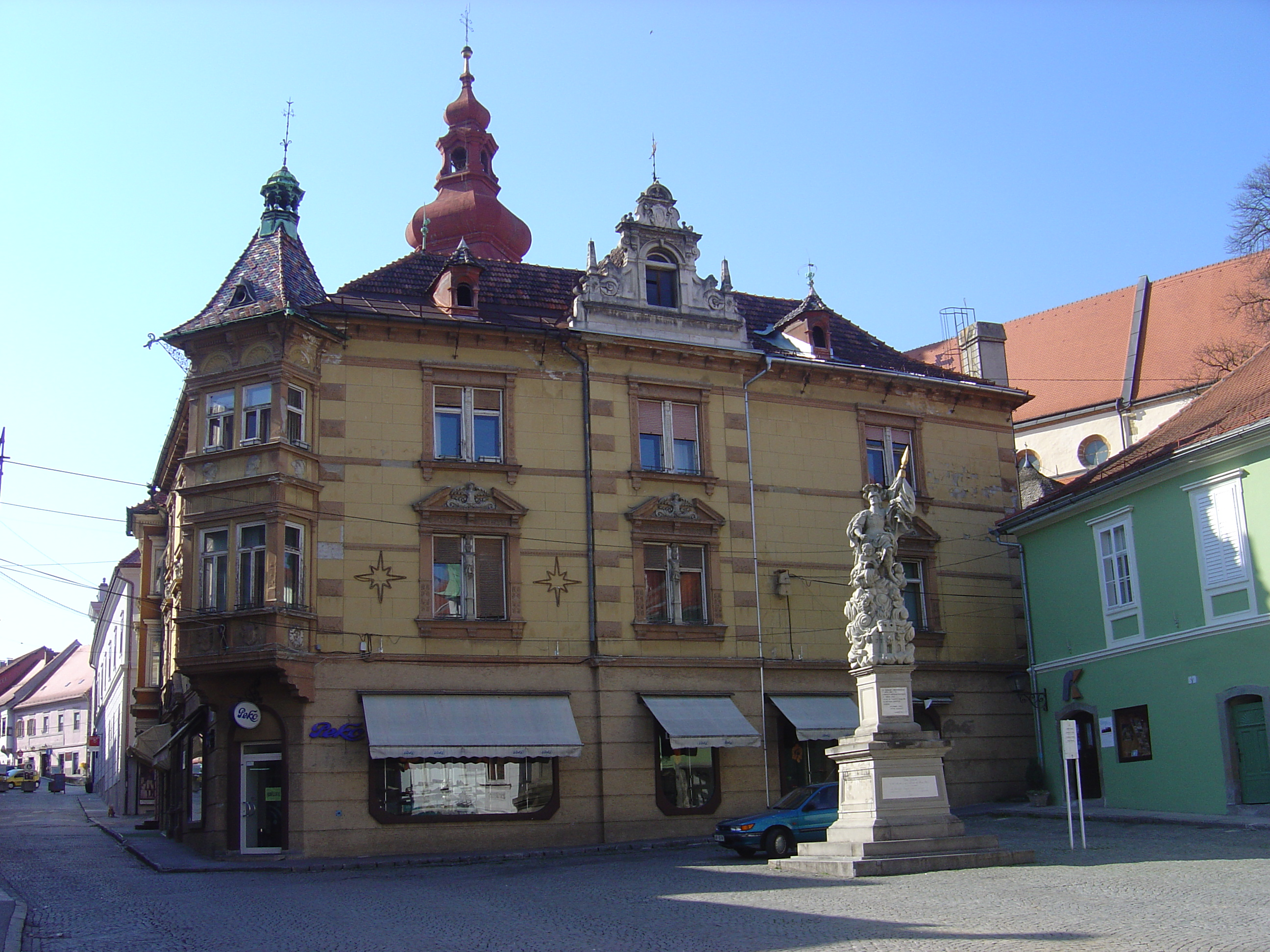
Fragment zabudowy rynku (Placu Słoweńskiego)
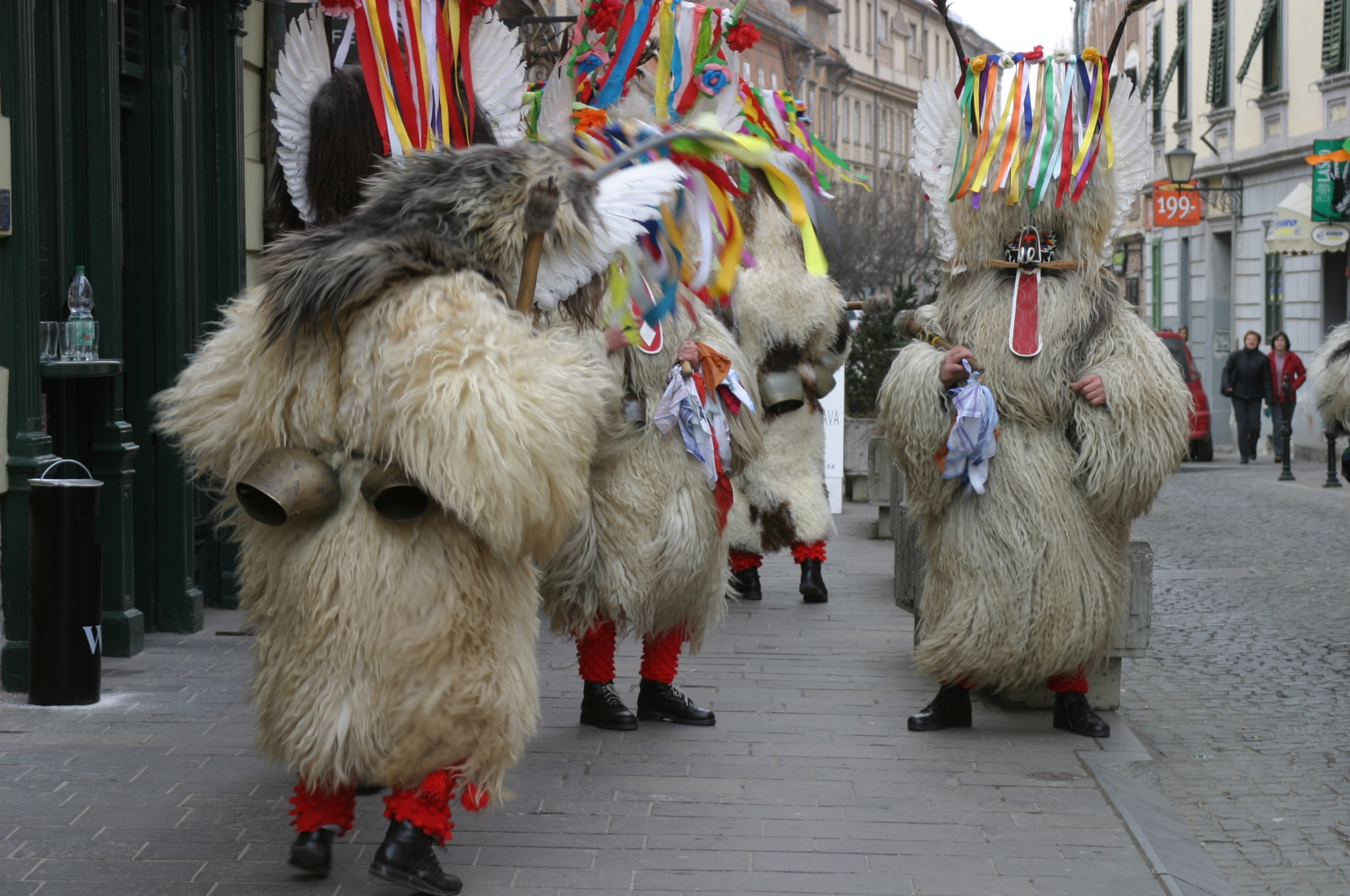
Scena z miejscowego karnawału
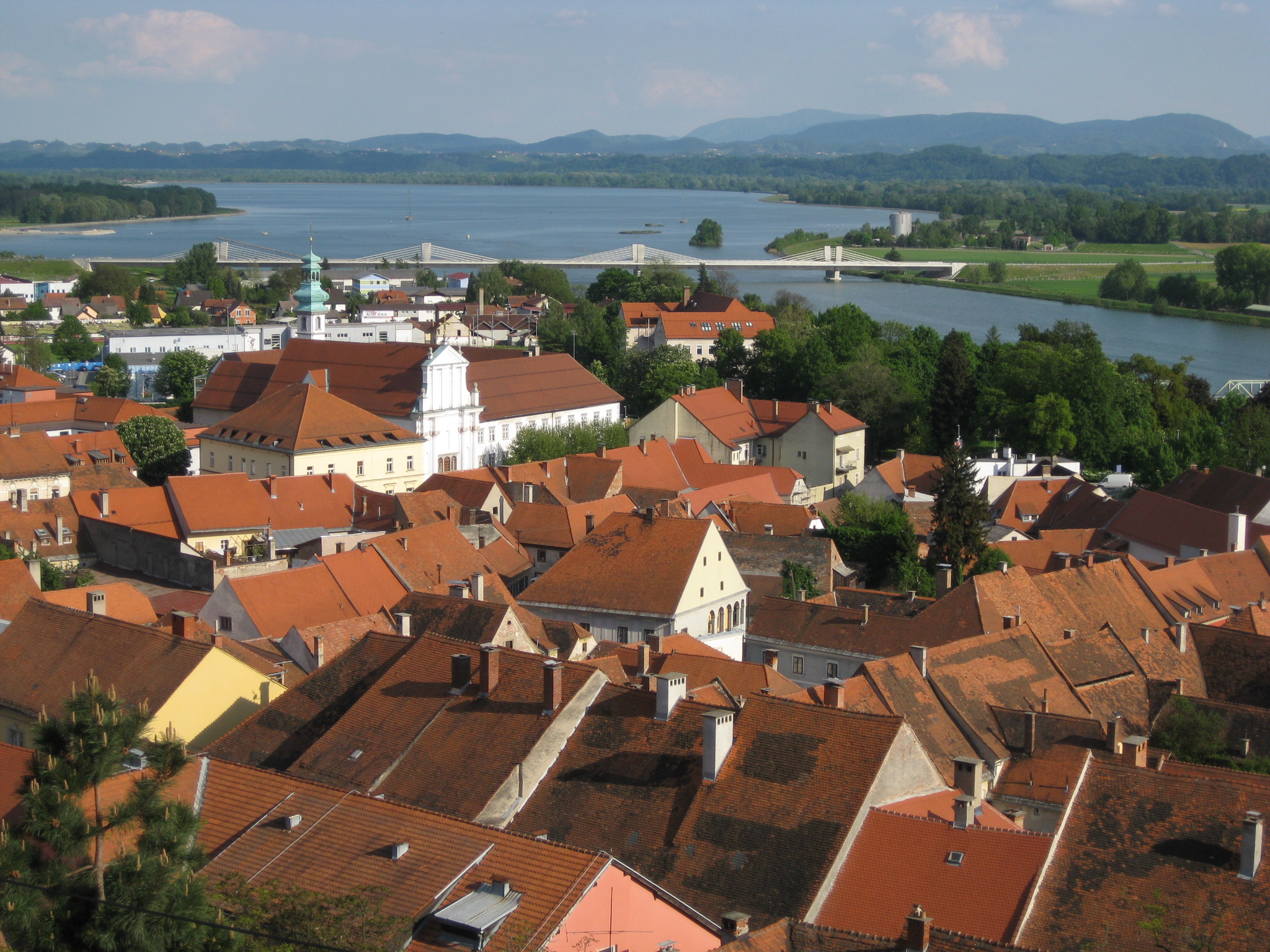
Jezioro Ptujskie